# Ablerus celsus
Ablerus celsus är en stekelart som först beskrevs av Walker 1839.  Ablerus celsus ingår i släktet Ablerus och familjen växtlussteklar. Inga underarter finns listade i Catalogue of Life.